# 法比安·布雷德洛
法比安·布雷德洛（德語：Fabian Bredlow；1995年3月2日—）是一位德國足球運動員。在場上的位置是守門員。他現在效力於德甲球隊斯图加特。他也代表德國U19國家足球隊參賽。